# Herb powiatu wrzesińskiego
Herb powiatu wrzesińskiego – jeden z symboli powiatu wrzesińskiego, ustanowiony 6 lutego 2002.

## Wygląd i symbolika
Herb przedstawia na tarczy w polu czerwonym orła srebrnego ukoronowanego złotą otwartą koroną, o złotym dziobie, złotych łapach i pazurach i ze złotym pierścieniem spinającym ogon a także ze złotym połuksiężycem poprzez pierś i górną część ramion i skrzydeł (symbol województwa wielkopolskiego). Na piersi orła zawieszona na dolnej części połuksiężyca tarcza sercowa późnogotycka o czerwonym polu, w której róża srebrna o złotym okrągłym środku wśród piąci płatów i tyluż listków zielonych (herb Wrześni).